# Principauté épiscopale de Wurtzbourg
Pour les articles homonymes, voir Wurtzbourg (homonymie).
Pour le diocèse moderne, voir Diocèse de Wurtzbourg.
1168–1803
Entités précédentes :
- Duché de Franconie

Entités suivantes :
- Grand-duché de Wurtzbourg

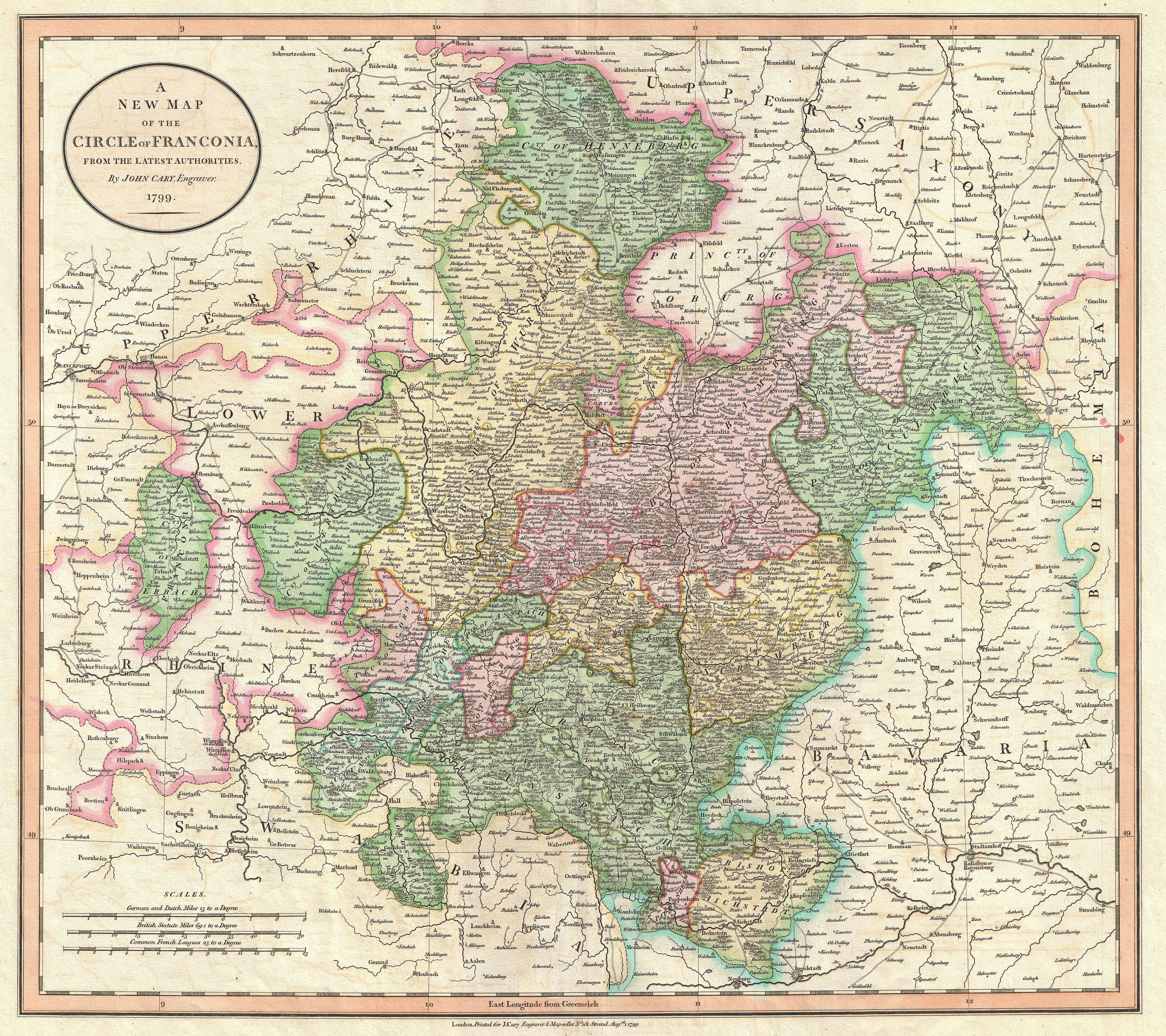
La principauté épiscopale de Wurtzbourg (en jaune).

La principauté épiscopale de Wurtzbourg (en allemand : Hochstift Würzburg) fut un État du Saint-Empire romain germanique. Les évêques de Wurtzbourg, qui relevaient du duché de Franconie, obtinrent l'immédiateté impériale comme seigneurs temporels de la principauté épiscopale (Hochstift) en 1168. Le siège de la principauté et du diocèse était à Wurtzbourg.
Les frontières de la principauté et du diocèse de Wurtzbourg ne coïncidaient pas. Dans le périmètre du diocèse fondé par Saint Boniface et Saint Burchard de Wurtzbourg vers 742, l'autorité spirituelle de l’évêque s’étendait sur une grande partie de la Franconie orientale ; lui-même devient, à partir de 782, suffragant de l'archidiocèse et la province ecclésiastique de Mayence.
Les évêques de Wurtzbourg faisaient partie du collège des princes ecclésiastiques à la Diète d'Empire. Lors de la diète à Augsbourg en 1500, la principauté épiscopale rejoint le Cercle de Franconie. Le recès d'Empire de 1803 mit un terme à leur pouvoir temporel et fit du prince-évêché un grand-duché. Après le congrès de Vienne en 1815, le territoire échut au royaume de Bavière.

## Histoire

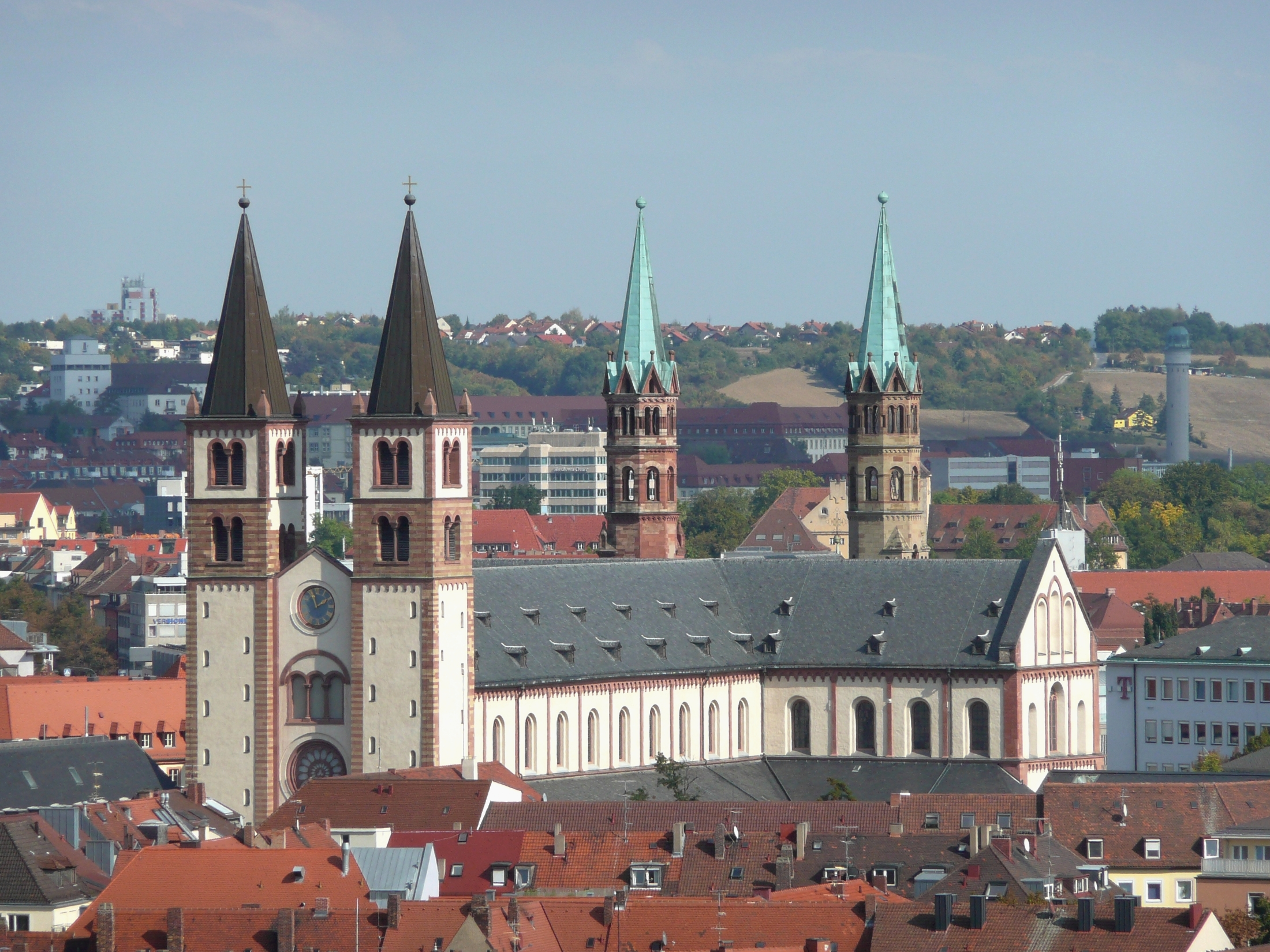
La cathédrale de Wurtzbourg.

Au Xe et XIe siècle, les évêques de Wurtzbourg ont acquis de nombreux comtés en Franconie. La ville devient un centre commercial dont l'importance s'accroît après la construction d'un pont sur le Main vers 1130. A la Diète d'Empire de 1168 à Wurtzbourg, l'empereur Frédéric Barberousse a confirmé pour l'évêque Herold von Höchheim et ses successeurs l'immédiateté impériale par l'acte de la Güldene Freiheit (sur le modèle du Privilegium Minus autrichien). Plus tard, les évêques de Wurtzbourg adoptaient le titre de « duc de Franconie ».  
Le Marienberg est fortifié sous l'épiscopat de Konrad von Querfurt (1198-1202).   
La principauté s'étend notablement durant le long règne d'Hermann von Lobdeburg (1225-1254), dans une politique de consolidation et d'agrandissement, aux dépens des seigneurs voisins. Les conflits avec les habitants de Wurzbourg et les comtes d'Henneberg marquent également cette période.    
En 1354 l'évêque Albrecht von Hohenlohe fit l'acquisition du burgraviat de Wurtzbourg, ancienne propriété des comtes d'Henneberg. Les conflits avec les citoyens de leur ville capitale se poursuivent également sous Gerhard von Schwarzburg (1372–1400).  
Les années 1550-1560 constituent une période de troubles dans le territoire de Wurtzbourg. En 1552, le prince-évêque entre en conflit contre le margrave Albert II Alcibiade de Brandebourg-Culmbach aux côtés de Nuremberg et de Bamberg. De ce premier conflit en naît un second  lorsque Wilhelm von Grumbach (de), un noble disgracié après la défaite d'Alcibiade, cherche à regagner ses terres par la force. Le 15 avril 1558, ses hommes de main assassinent le prince-évêque Melchior Zobel von Giebelstadt après une tentative d'enlèvement raté. Les violences se multiplient jusqu'à la prise de Wurtzbourg le 4 octobre 1563 par Grumbach. Il est finalement capturé en avril 1567 et mis à mort pour trahison. 
Pour servir la Contre-Réforme, le prince-évêque Jules Echter von Mespelbrunn procède à l'expulsion des protestants, des juifs et à de meurtrières chasses aux sorcières. Par ailleurs, il fonde en 1579 le Juliusspital et l'université de Wurtzbourg en 1582. L'évêque Philipp Adolf von Ehrenberg mène des procès en sorcellerie de 1626 à 1630 : sur 900 accusations, il fait brûler 200 personnes. Au cours de la guerre de Trente Ans, les domaines de l'évêché, un membre de la Ligue catholique ont été ravagés plusieurs fois. En 1633, le chancelier de Suède, Axel Oxenstierna, a confié à Bernard de Saxe-Weimar les évêchés de Wurtzbourg et de Bamberg en tant que « duc de Franconie » ; toutefois, le général perd la bataille décisive de Nördlingen contre les Impériaux.

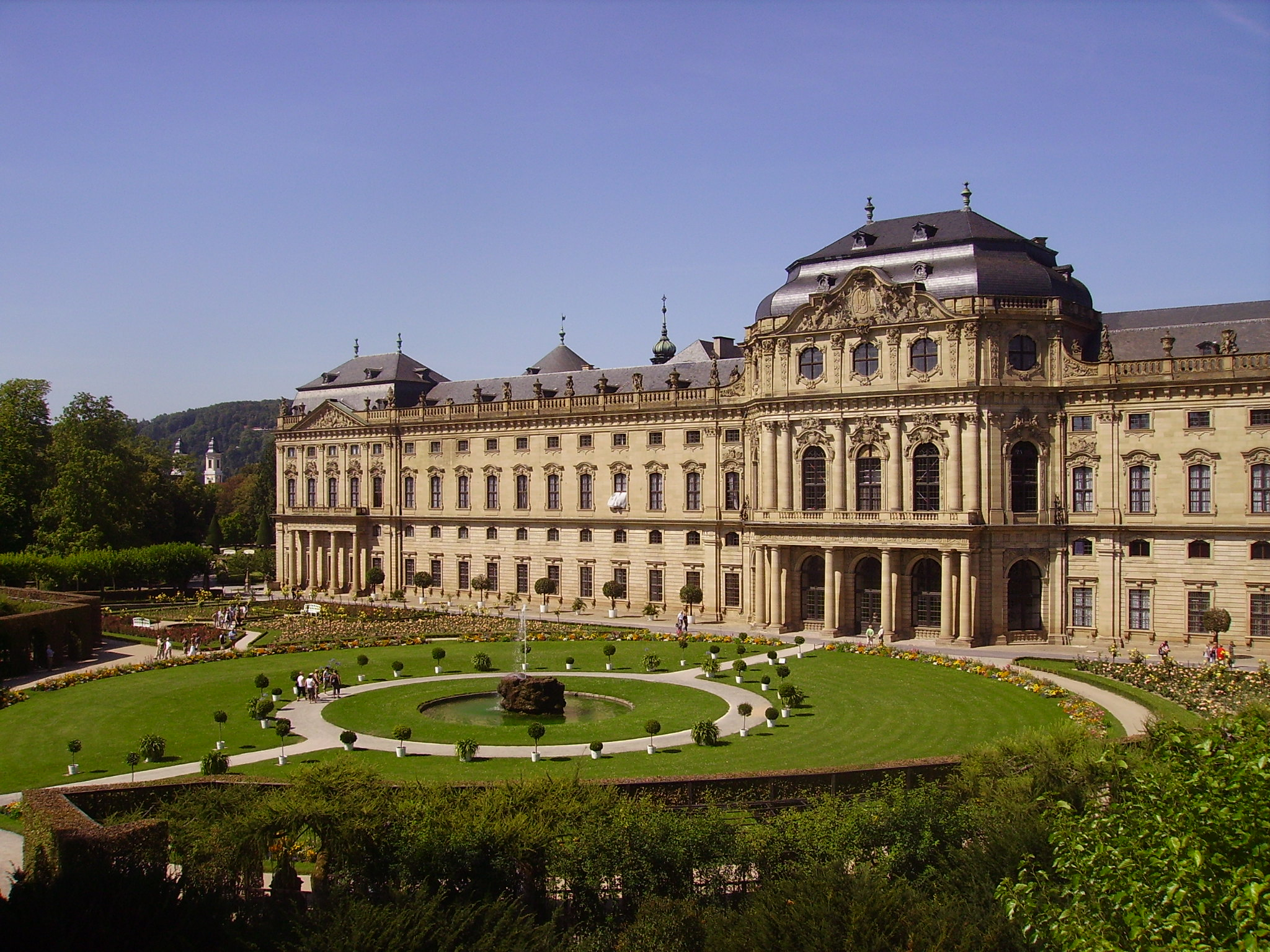
La résidence de Würzburg.

Au XVIIIe siècle, le prince-évêque de Wurtzbourg est aussi évêque de Bamberg. En 1803, à la suite des guerres napoléoniennes, l’évêché est médiatisé et annexé à l'électorat de Bavière. Après la défaite de l’Autriche en 1805, la Bavière donne Wurtzbourg à l’ancien grand-duc de Toscane, Ferdinand III, qui devient grand-duc de Wurtzbourg.
Ce nouvel État, qui porte d'abord le nom d’électorat de Wurtzbourg (Kurfürstentum Würzburg) jusqu'en 1806, puis celui de grand-duché de Wurtzbourg (Großherzogtum Würzburg) après la dissolution du Saint-Empire, rejoint la confédération du Rhin le 30 septembre 1806, et acquiert Schweinfurt en 1810. Par un traité austro-bavarois du 3 juin 1814, il est dissous et retourne à la Bavière. Ferdinand III retrouve le grand-duché de Toscane après le congrès de Vienne.
Le diocèse catholique de Wurtzbourg est rétabli en 1821 sans pouvoir temporel.
La résidence des princes-évêques de Wurtzbourg est aujourd'hui classée au patrimoine mondial de l'UNESCO, et demeure l'un des plus beaux exemples de l'architecture baroque allemande.

## Évêques de Wurtzbourg, 743–1808
- saint Burchard Ier 742–753
- saint Megingold von Rothenburg 753–769
- Berowelf 769–794
- Liutrit 795–802
- Egilwart 803–810
- Wolfgar 810–832
- Humbert 833–842
- Gozbald von Henneberg 842–855
- Arno von Endsee 855–892
- Rudolf Ier von Rothenburg 892–908
- Theodo von Henneberg 908–931
- Burchard II 932–941
- Poppo Ier 941–961
- Poppo II 961–983
- Hugo von Rothenburg 983–990
- Bernward von Rothenburg 990–995
- Henri Ier von Rothenburg  995–1018
- Meinhard Ier von Rothenburg 1018–1034
- Brunon de Wurtzbourg ou saint Brunon de Carinthie 1034–1045
- Adalbéron de Lambach-Wels ou saint Adalbéron de Wurtzbourg 1045–1085
- Meinhard II von Rothenburg 1085–1088, anti-évêque
- Emehard von Rothenburg 1089–1105
- Rupert von Tundorf 1105–1106, anti-évêque
- Erlung von Calw 1106–1121
- Rugger ou Rudiger von Vaihingen 1121–1125
- Embricho von Leiningen 1125–1146
- Siegfried von Truhendingen 1146–1150
- Gebhard von Henneberg 1150–1159
- Heinrich II von Stühlingen 1159–1165
- Herold von Höchheim 1165–1170
- Reginhard von Abenberg 1171–1186
- Gottfried Ier von Spitzenberg-Helfenstein 1186–1190
- Philippe de Souabe 1190–1191
- Heinrich III von Berg 1191–1197
- Gottfried II von Hohenlohe 1197
- Konrad von Querfurt 1198–1202
- Heinrich IV von Katzburg 1202–1207
- Otto von Lobdeburg 1207–1223
- Dietrich von Homburg 1223–1225
- Hermann Ier von Lobdeburg 1225–1254
- Heinrich V von Leiningen 1254–1255, non élu
- Iring von Reinstein-Homburg 1254–1265, élu
- Vacance 1265-1267
- Poppo III von Trimberg 1267–1271
- Berthold Ier von Henneberg 1271–1274
- Berthold II von Sternberg 1274–1287
- Manegold von Neuenburg 1287–1303 (évêque de Bamberg 1285)
- Andreas von Gundelfingen 1303–1313
- Gottfried III von Hohenlohe 1313–1322
- Wolfram von Grumbach 1322–1332
- Hermann II Hummel von Lichtenberg 1333–1335
- Otto II von Wolfskeel 1335–1345
- Albrecht Ier von Hohenberg 1345–1349
- Albrecht II von Hohenlohe 1350–1372
- Gerhard von Schwarzburg 1372–1400
- Johann Ier von Egloffstein 1400–1411
- Johann II von Brunn 1411–1440
- Sigismond de Saxe 1440–1443
- Gottfried Ier Schenk von Limpurg 1443–1455
- Johann III von Grumbach 1455–1466
- Rudolf II von Scherenberg 1466–1495
- Lorenz von Bibra 1495–1519
- Konrad II von Thungen 1519–1540
- Konrad III von Bibra 1540–1544
- Melchior Zobel von Giebelstadt 1544–1558
- Friedrich von Wirsberg 1558–1573
- Julius Echter von Mespelbrunn 1573–1617
- Johann Gottfried von Aschhausen 1617–1622 (évêque de Bamberg 1609–1622)
- Philipp Adolf von Ehrenberg 1622–1631
- Franz von Hatzfeld 1631–1642 (évêque de Bamberg 1633–1642)
- Jean-Philippe de Schönborn 1642–1673
- Johann Hartmann von Rosenbach 1673–1675
- Peter Philipp von Dernbach 1675–1683
- Konrad Wilhelm von Wernau 1683–1684
- Johann Gottfried II von Guttenberg 1684–1698
- Johann Philipp von Greiffenclau zu Vollraths 1699–1719
- Johann Philipp Franz von Schönborn 1719–1725
- Christoph Franz von Hutten 1724–1729
- Frédéric-Charles de Schönborn-Buchheim 1729–1746 (évêque de Bamberg)
- Anselm Franz von Ingelheim 1746–1749
- Karl Philipp von Greiffenclau zu Vollrads 1749–1754
- Adam Friedrich von Seinsheim 1755–1779 (évêque de Bamberg 1757–1779)
- Franz Ludwig von Erthal 1779–1795 (évêque de Bamberg)
- Georg Karl von Fechenbach 1795–1808

### Grand-duché de Wurtzbourg 1805-1814
- Ferdinand III 1805–1814